# Islamic Relief Worldwide
Pour les articles homonymes, voir IRW.
L'Islamic Relief Worldwide (IRW) est une organisation non gouvernementale (ONG) indépendante fondée en 1984 à Birmingham, au Royaume-Uni, par le Dr Hany El Banna. Elle se consacre à l’aide humanitaire et au développement, avec pour objectif de fournir un soutien aux populations touchées par des crises humanitaires ou vivant dans une pauvreté extrême, sans distinction de race ou de religion.
L’organisation, qui dispose d’un statut consultatif auprès du Conseil économique et social des Nations unies (ECOSOC), a débuté ses activités en répondant à la famine en Afrique de l'Est avant d’étendre son action à d’autres régions. Elle intervient dans des domaines variés tels que la santé, l’éducation et le logement, et mène également des programmes de soutien aux enfants orphelins.
C'est la plus grande organisation caritative musulmane de Grande-Bretagne. Elle a été secouée par un scandale d'antisémitisme en 2020 et est régulièrement accusée d'être proche des Frères musulmans et  du Hamas ce dont elle se défend.

## Histoire
L'ONG Islamic Relief Worldwide est fondée en 1984 par deux étudiants de l'université de Birmingham, Hany El-Banna et Ihsan Shbib, qui ont décidé de mettre en place une structure d'aide aux plus démunis.
Au début 2006, IRW est une ONG de solidarité internationale, de secours d’urgence et de développement durable. L'IRW est membre consultatif au Conseil économique et social des Nations unies, signataire du code de conduite de la Fédération internationale des Sociétés de la Croix-Rouge et du Croissant-Rouge et des ONG lors des opérations de secours en cas de catastrophes, et membre du BOND (British Overseas NGOs for Development).
Parmi ses partenaires financiers ou opérationnels, il y a l’ECHO (Office humanitaire de la Commission européenne), le PAM (Programme alimentaire mondial des Nations unies), le DFID (Département ministériel britannique chargé de l’action humanitaire), le ministère suédois de la Coopération, le HCR (Haut Commissariat des Nations unies aux Réfugiés), l’Unicef, l’OMS (Organisation mondiale de la santé), la CAFOD (Catholic Agency For Overseas Development - Agence catholique pour le développement d'outre-mer), les Sociétés nationales du Croissant-Rouge ou de la Croix-Rouge, Oxfam International, CARE/USAID, Save the Children, ACDI (Agence canadienne de développement international), Christian Aid, ANERA, etc.

## Accusations de lien avec les Frères musulmans et le Hamas
Islamic Relief Worldwide est classé comme une organisation terroriste en Israël, y compris ses principales branches, car elle ferait partie du système de financement du Hamas. Un porte-parole de l'agence humanitaire musulmane a néanmoins déclaré que celle-ci n'avait aucun lien avec le Hamas et l'agence a entamé une procédure en justice en Israël contre ses allégations,.
Le gouvernement fédéral allemand accuse l'IRD d'avoir « des liens personnels importants avec les Frères musulmans ou des organisations apparentées », ce que l'organisation dément,. Les Émirats arabes unis ont également classé Islamic Relief Worldwide comme faisant partie des Frères musulmans en 2014.
Il relaie sur le terrain humanitaire l'action du Conseil des Musulmans Européens CEM, organisation faîtière des Frères musulmans en Europe.

### Accusations d'antisémitisme de deux figures de l'association
À l'été 2020, deux figures dirigeantes de l'association sont accusées d'antisémitisme dans un article du Times, Heshmat Khalifa, administrateur et directeur de sa succursale australienne, ayant affirmé que les juifs était « des petits-enfants de singes et de porcs ». Il démissionne mais son successeur, Almouzat Tayara, se voit immédiatement contraint de démissionner à son tour, notamment pour avoir déclaré que le Hamas était le « le plus pur mouvement de résistance de l'histoire moderne » et partagé sur facebook une caricature du président Barack Obama portant une cravate griffée de l'étoile de David,.

## Financement
En 2019, la Commission européenne octroie à Islamic Relief Germany 712 000 euros pour des projets dans le domaine des secours en cas de tremblement de terre et d'inondation.
En 2021, le département d'État US annonce rompre les liens avec l'association et procéder « à un examen complet de l'organisation et du financement du gouvernement américain » en raison de « l'antisémitisme manifesté à plusieurs reprises par la direction d'IRW ».